# 杭武县
杭武县（1931年1月—1932年1月）是闽西革命根据地的一个县。
1931年1月，上杭县和武平县合并为杭武县，治白砂（今福建省龙岩市上杭县白砂镇）。取二县首字为名。1932年1月，废县，恢复上杭、武平二县。